# Jean-Jacques Nuel
Jean-Jacques Nuel (né le 14 juillet 1951 à Lyon) est un écrivain français, romancier et nouvelliste. Il vit désormais en Bourgogne, près de Cluny.
Jean-Jacques Nuel publie d'abord des recueils de poèmes avant de se consacrer à l'écriture de textes courts, d'aphorismes, de récits, de romans et de nouvelles.
Collaboration à de nombreuses revues littéraires (L'Infini, "L'atelier du roman", Nouvelle Donne, Place aux sens, Supérieur Inconnu, Salmigondis) et au magazine d'humour Fluide Glacial. Critique littéraire dans les revues Europe et La Presse Littéraire.
Jean-Jacques Nuel a créé et animé de 1993 à 1996 la revue littéraire CASSE (21 numéros parus).